# Gerrit van Elst
Gerrit van Elst (Deventer, 1957) is een Nederlands filmregisseur.
Van Elst studeerde in 1975 cum laude af aan de Nederlandse Filmacademie met een documentaire over zijn ouders. Voor zijn documentaire De Kick (1983) werd hem een Gouden Kalf toegekend. Hierna stapte hij over op het maken van speelfilms. Van der Elst nam de regie van Blonde Dolly over nadat de oorspronkelijke regisseur was opgestapt wegens een conflict met producent Gijs Versluys.
Zijn verfilming van Advocaat van de hanen (1990), deel 4 uit de romancyclus De tandeloze tijd van A.F.Th. van der Heijden, was geen succes en werd al na enkele weken uit de roulatie genomen. Hij verfilmde verder het kinderboek De kampioenen van Tijgerberg van Sjon Hauser onder de titel Tigermountain will never die (2001).
In 2004 maakte hij opnieuw een documentaire over zijn ouders: Ik en Mijn Ouders, Mijn Ouders en Ik.

## Filmografie
- De Kick (1983), documentaire
- Blonde Dolly (1987)
- Advocaat van de hanen (1996), boekverfilming
- De ziener (1998)
- Tigermountain will never die (2001), boekverfilming
- Ik en Mijn Ouders, Mijn Ouders en Ik (2004), documentaire